# Gentilhombre de Su Santidad

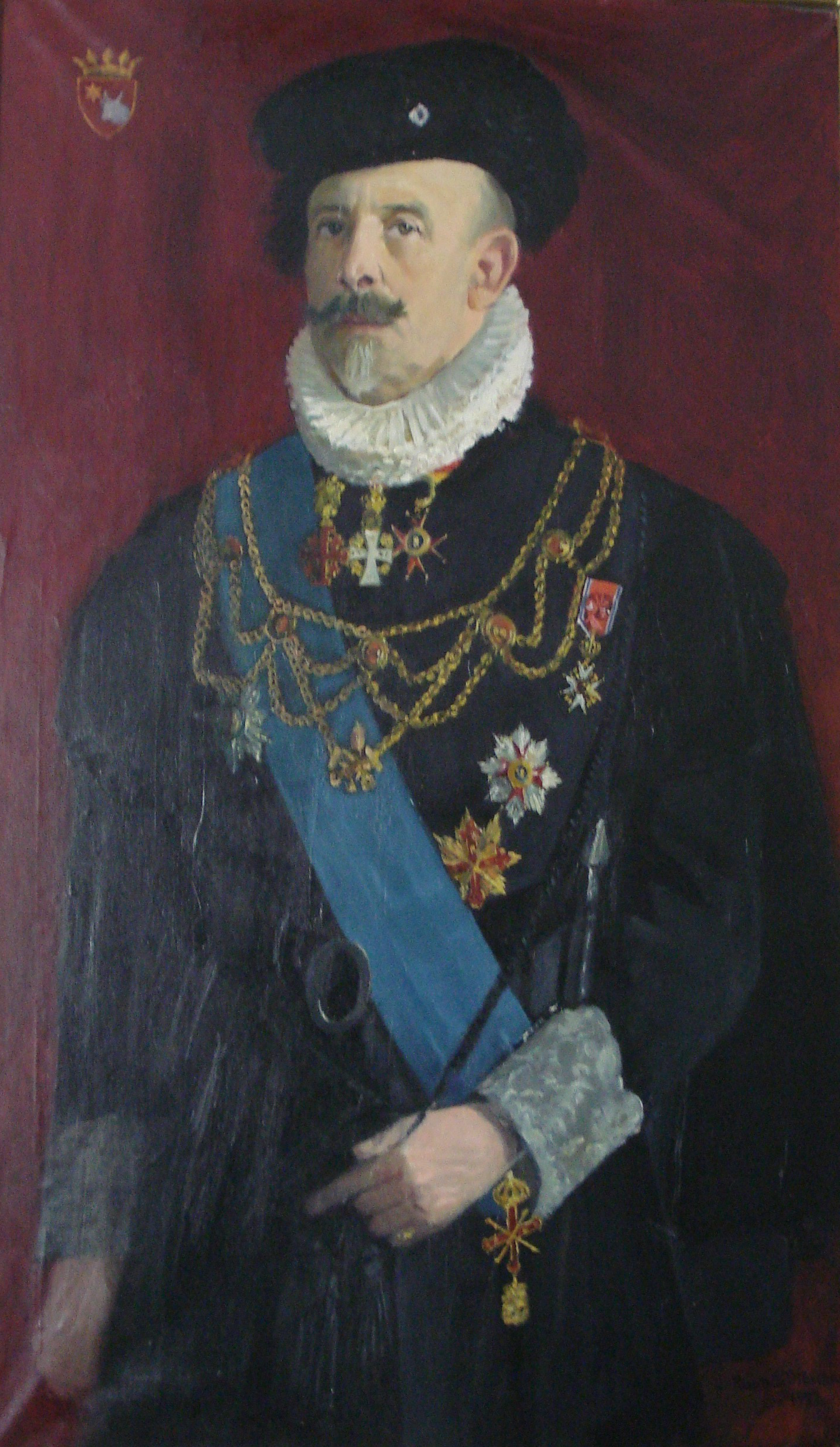
Conde Christopher de Paus, llevando la indumentaria de camarero secreto de capa y espada de su Santidad en estilo renacentista español. Nombrado por el papa Benedicto XV en 1921 y reelegido por Pío XI en 1922 y por Pío XII en 1939. En 1968, el cargo de camarero secreto fue reemplazado por el título de gentilhombre de Su Santidad.

Un gentilhombre de Su Santidad o gentilhombre del Papa, y llamado oficialmente según el derecho canónico, dignatario laico de la familia pontificia, es un asistente laico del Papa y la Casa Pontificia de la Ciudad del Vaticano. Estos gentilhombres sirven en el Palacio Apostólico cerca de la Basílica de San Pedro como cuerpo protocolario y ceremonial, como asistir a las Capillas Papales o recibir y acompañar a dignatarios durante las visitas de estado y otras ocasiones importantes. 
Es un alta distinción instituida por el papa Pablo VI con la carta apostólica en motu proprio del 28 de marzo de 1968. En ella, el pontífice refundó los cargos centenarios y seculares como mayordomos o camareros, que eran llevados por civiles y, mayoritariamente, italianos y estableció los miembros laicos de la familia pontificia con el nombre de Honoratos viros Summo Pontifici Astantes (vulgo, Gentiluomini di Sua Santità) mientras suprimía, al mismo tiempo, a los camareros secretos de capa y espada de su Santidad (nobles de nacimiento) y a los camareros de honor de capa y espada (eminentes personalidades internacionales) que fue seguido después de unos años por la disolución del Cuerpo armado papal, con la excepción de la Guardia Suiza. Ser nombrado es un honor y la persona designada es un voluntario no remunerado.
Están bajo la autoridad de la Prefectura de la Casa pontificia, que es la que organiza los servicios. Sin embargo, como miembros de la familia pontificia laica, no participan en la procesión papal, aunque ocupan un lugar especial en la asistencia a los ritos sagrados. Su principal tarea es recibir y acompañar a los jefes de Estado y de gobierno, en número de ocho en la Ciudad del Vaticano, desde el patio de San Dámaso hasta la sala de audiencias del papa, así como a los embajadores ante la Santa Sede y otras eminentes personalidades internacionales. También participan en ocasiones como funerales de los papas, Semana Santa o ceremonias especiales, como sucedió con la Canonización de Juan XXIII y Juan Pablo II. Los gentilhombres reciben a los dignatarios, les llevan dentro de la Basílica y les dejan al cargo de otra congregación, el Círculo de San Pedro, que les acomoda finalmente.
Como indumentaria llevan un frac, con un particular chaleco blanco cruzado con seis botones, corbata blanca con lazada manual, y como muestra de su dignidad, una cadena de oro con las cruces de San Pedro.
No existe un proceso preestablecido para convertirse en un gentilhombre del Papa. El nombramiento queda a la absoluta discreción de la Santa Sede. Se incluyen principalmente a personalidades que han adquirido méritos suficientes para la Santa Sede. También algunas personalidades pertenecen a la antigua nobleza y a sus descendientes.
Ser un gentilhombre de Su Santidad es el mayor honor otorgado por la Santa Sede a un católico.

## Hipótesis de abolición del título
El Papa Francisco había expresado la voluntad de abolir el título de gentilhombre de Su Santidad por arcaico e inútil. Según algunos medios de comunicación, la decisión también podría estar está relacionada por algunos escándalos protagonizados por ellos. Sin embargo, este pensamiento nunca ha ha llegado a plasmarse, y el mismo pontífice posteriormente ha conferido el título de gentilhombre de Su Santidad en varias ocasiones.